# Nicolas Besch
Nicolas Besch (ur. 25 października 1984 w Hawrze) – francuski hokeista pochodzenia polskiego, reprezentant Francji.

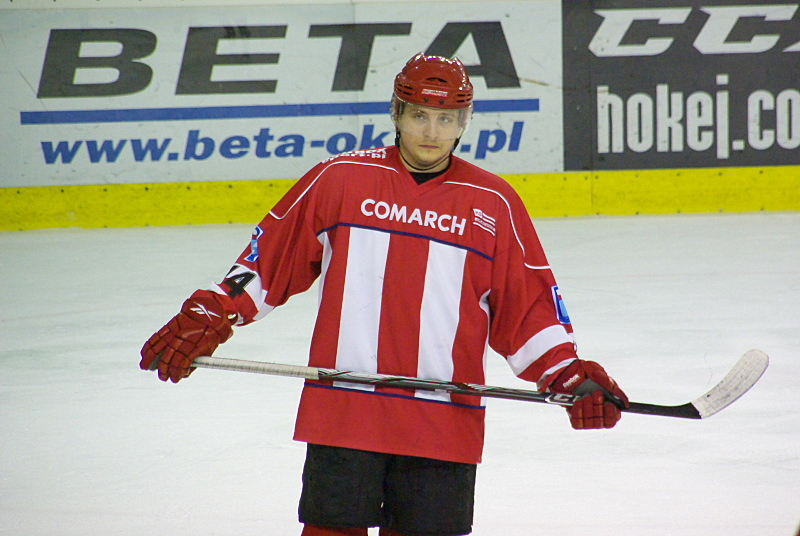
Nicolas Besch w barwach Cracovii (2012)

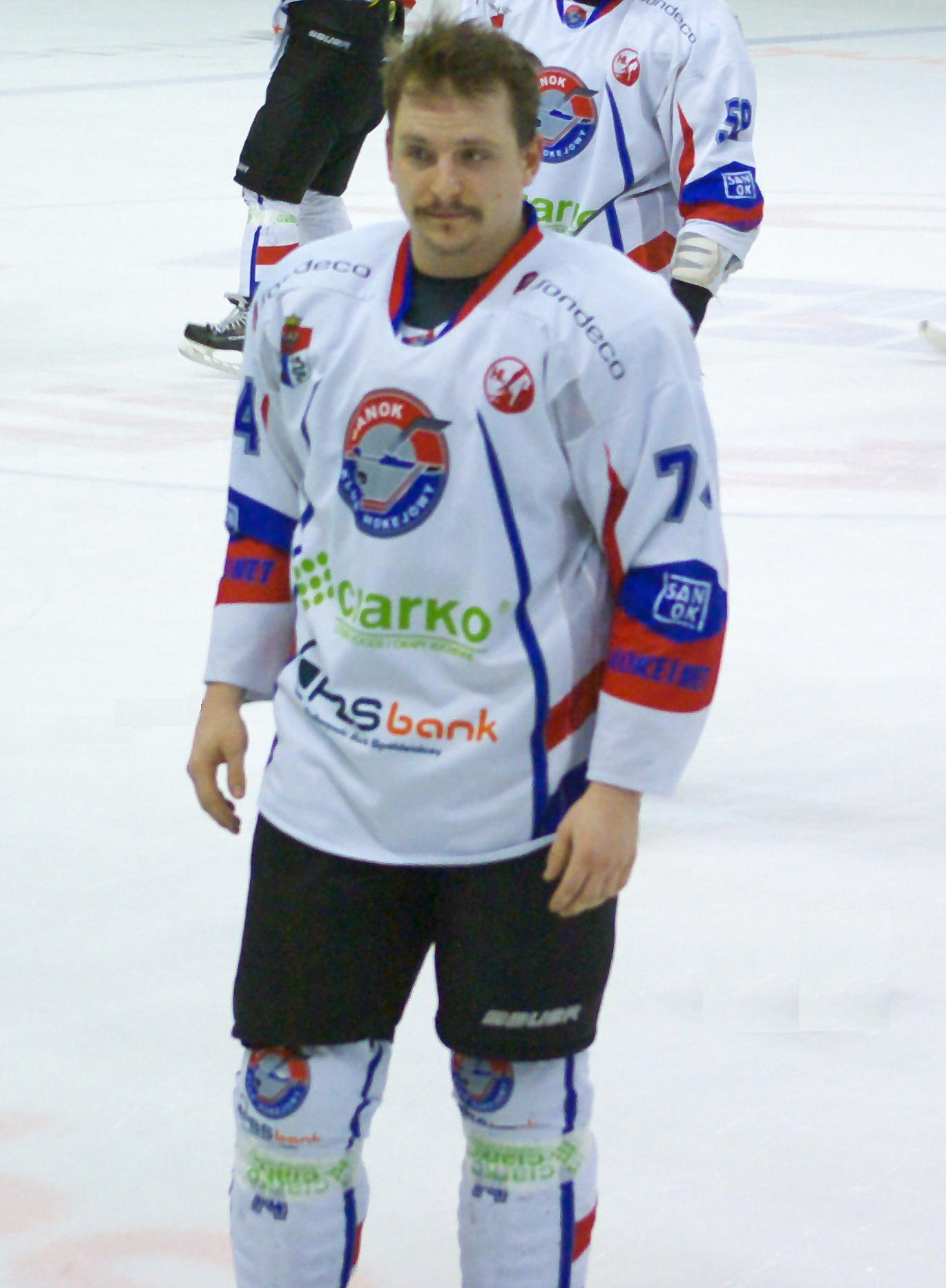
Nicolas Besch w barwach Ciarko PBS Bank KH Sanok (2014)

## Życiorys i kariera
- Dragons de Rouen (2001–2007)
- Leksands IF / Leksands IF J20 (2007)
- Nyköpings HK (2007)
- Sport (2007)
- Jukurit (2008–2009)
- Brûleurs de Loups de Grenoble (2009–2010)
- Jukurit (2010–2011)
- Cracovia (2011–2013)
- 1928 KTH Krynica (2013)
- Ciarko PBS Bank Sanok (2013-2014)
- GKS Tychy (2014-2015)
- Boxers de Bordeaux (2015-2018)

Jego matka Małgorzata jest Polką i pochodzi z Krakowa. Ojciec Gerard jest Francuzem. Rodzice hokeisty mieszkają w Rouen. W lipcu 2011 podpisał kontrakt z Cracovią. Zawodnik po przybyciu do Polski rozpoczął starania o uzyskanie polskiego obywatelstwa. Zawodnikiem Cracovii był do połowy 2013. Od 2013 zawodnik drużyny 1928 KTH Krynica. 22 listopada 2013 rozwiązał kontrakt z klubem. 25 listopada 2013 został zawodnikiem drużyny z Sanoka i występował w nim do końca sezonu 2013/2014, po czym opuścił klub. Od lipca 2014 zawodnik GKS Tychy. Od kwietnia 2015 do marca 2018 zawodnik Boxers de Bordeaux.
Uczestniczył w turniejach mistrzostw świata w 2005, 2006, 2007 (Dywizja I), 2011, 2012, 2013, 2014, 2015, 2017 (Elita).

## Sukcesy
Reprezentacyjne
- Awans do Elity mistrzostw świata: 2007

Klubowe
- Puchar Francji: 2002, 2004, 2005 z Rouen
- Złoty medal mistrzostw Francji: 2003, 2006 z Rouen
- Srebrny medal Mestis: 2011 z Jukurit
- Srebrny medal mistrzostw Polski: 2012 z Cracovią
- Złoty medal mistrzostw Polski: 2013 z Cracovią, 2014 z Ciarko PBS Bank KH Sanok, 2015 z GKS Tychy
- Finał Pucharu Polski: 2013 z Ciarko PBS Bank KH Sanok
- Puchar Polski: 2014 z GKS Tychy

Indywidualne
- Mistrzostwa świata do lat 18 w hokeju na lodzie mężczyzn 2002/II Dywizja:
  - Czwarte miejsce w klasyfikacji +/- turnieju: +19[11]
- Mistrzostwa świata do lat 20 Dywizji I w 2004:
  - Drugie miejsce w klasyfikacji asystentów turnieju: 7 asyst[12]
  - Pierwsze miejsce w klasyfikacji kanadyjskiej wśród obrońców turnieju: 7 asyst[13]
- Ligue Magnus 2004/2005: skład gwiazd
- Ligue Magnus 2006/2007: skład gwiazd
- Ligue Magnus 2009/2010: skład gwiazd
- Polska Hokej Liga (2014/2015):
  - Pierwsze miejsce w klasyfikacji asystentów wśród obrońców w sezonie zasadniczym: 21 asyst
  - Drugie miejsce w klasyfikacji asystentów wśród obrońców w sezonie zasadniczym: 28 punktów